# Gaeta
Gaeta este un oraș cu circa 21000 locuitori, situat la 130 km sud-est de Roma, în provincia Latium din Italia.

## Date geografice
Orașul este un port și o stațiune care se află într-o regiune colinară pe o limbă de pământ ce se întinde în golful Gaeta, la sud-est de Sperlonga. În regiune se poate întâlni o vegetație bogată de tip mediteraneean, unde domnește o climă cu ierni blânde și veri călduroase. Aici se află parcul natural „Monte Orlando“, de unde se pot întreprinde o serie de drumeții printre pâlcuri de pini și palmieri.

## Demografie
Gaeta - evoluția demografică

|  | Graficele sunt indisponibile din cauza unor probleme tehnice. Mai multe informații se găsesc la Phabricator și la wiki-ul MediaWiki. |

Date: Recensăminte sau birourile de statistică - grafică realizată de Wikipedia